# Axima
Axima is een geslacht van vliesvleugeligen uit de familie Eurytomidae. De wetenschappelijke naam van dit geslacht is voor het eerst geldig gepubliceerd in 1862 door Walker.

## Soorten
Het geslacht Axima omvat de volgende soorten:
- Axima brasiliensis Ashmead, 1904
- Axima brevicornis Ashmead, 1904
- Axima diabolus (Yoshimoto & Gibson, 1979)
- Axima koebelei Ashmead, 1904
- Axima noyesi Subba Rao, 1978
- Axima spinifrons Walker, 1862
- Axima zabriskiei Howard, 1890